# دانجوت جروب
دانجوت جروب هي مجموعة نيجيرية متعددة الجنسيات الصناعية العملاقة، التي أسسها أليكو دانغوت.  وهي أكبر مجموعة في غرب إفريقيا وواحدة من أكبر الشركات في القارة الأفريقية. وتوظف المجموعة أكثر من 30,000 شخص، وتوليد العائدات التي تتجاوز الولايات المتحدة $ 4.1 مليار في عام 2017.
تأسست الشركة في عام 1981 كمؤسسة تجارية، واستيراد السكر والأسمنت والأرز ومصايد الأسماك وغيرها من السلع الاستهلاكية للتوزيع في سوق نيجيريا. انتقلت المجموعة إلى التصنيع في التسعينيات، بدءًا بالمنسوجات، وانتقلت إلى طحن الدقيق، وتصنيع الملح وتكرير السكر بحلول نهاية العقد. انتقلت الشركة بعد ذلك إلى إنتاج الأسمنت، ونمت بسرعة وانتقلت إلى بلدان أفريقية أخرى. درجة عالية من التكامل الرأسي هي السمة المميزة لاستراتيجية التشغيل لمجموعة دانجوت.
تمتلك المجموعة الآن وتدير أكثر من 18 شركة تابعة تعمل في عشر دول إفريقية. دانجوت للأسمنت، هي واحدة من هذه الشركات التابعة المسجلة في البورصة النيجيرية، حيث تبلغ قيمتها السوقية حوالي 20 في المائة من إجمالي القيمة السوقية للبورصة النيجيرية.  يقع مقر المجموعة في لاغوس.
في عام 2016، وقعت المجموعة عقدًا مع مجموعة المؤسسة الوطنية الصينية للنفط البحري لتركيب خط أنابيب بحري كبير تحت الماء. سيمتد خط الأنابيب، عند اكتماله، من بوني ( ولاية ريفرز ) إلى أوجيجبي وأولوكولا إلى ليكي وخط أنابيب إسكرافوس لاجوس، وينتهي أخيرًا في خط أنابيب غرب إفريقيا للغاز. 

## الشركات التابعة
تمتلك دانجوت للأسمنت، أكبر شركة لإنتاج الأسمنت في أفريقيا، برأسمال يبلغ 14 مليار دولار أمريكي تقريبًا في سوق نيجيريا للأوراق المالية، شركات فرعية في بنين والكاميرون وغانا ونيجيريا وجنوب إفريقيا وزامبيا.  في ديسمبر 2010، وقعت المجموعة اتفاقية مع حكومة زامبيا لإنشاء مصنع للأسمنت بقيمة 400 مليون دولار في زامبيا. تم الانتهاء منه في عام 2015 ويقع في ندولا، وينتج المصنع 42.5 درجة من الأسمنت للتنافس ضد 32.5 من المنتجات ذات الدرجة الأدنى ولكن المهيمنة في السوق، ومن المتوقع أن يبلغ إنتاجها السنوي 1.5 مليون طن متري من الأسمنت. 
دانجوت للسكر هي شركة تابعة رئيسية أخرى للمجموعة، تتنافس مع شركة بي يو أيه التكرير المحدودة. وشركة جولدن للسكر.  دانجوت للسكر هي أكبر شركة لتكرير السكر في أفريقيا جنوب الصحراء الكبرى. 

### البتروكيماويات
تنوعت المجموعة أيضًا في مشاريع متعلقة بالنفط والغاز، حيث أقامت مصنعًا لإنتاج الأسمدة بقيمة 3 ملايين طن، ومصفاة لتكرير النفط قادرة على تكرير 650 ألف برميل من النفط وتشغيل بتروكيماويات. من المتوقع أن تبدأ مصفاة دانغوتي عملياتها في أوائل عام 2020، وستكون أكبر مصفاة في أفريقيا بكامل طاقتها. 

## الشركات النيجيرية[10]
| حازم                        | فائدة | قطاع                  |
| --------------------------- | ----- | --------------------- |
| سكر الدانجوت                |       | بضائع المستهلكين      |
| دانغوتي باستا               |       | بضائع المستهلكين      |
| شركة الملح الوطنية (ناسكون) |       | بضائع المستهلكين      |
| زيت الدانغوت والغاز         |       | دعم الأعمال           |
| دانسا فودز                  |       | الزراعية المتحالفة مع |
| Dangote النقل               |       | الخدمات اللوجستية     |
| أكياس Dangote الزراعية      |       | دعم الأعمال           |
| Greenview التنمية           |       | إدارة الموانئ         |
| سكر السافانا                |       | الزراعية المتحالفة مع |

## روابط خارجية
- مجموعة دانجوت الرئيسية نسخة محفوظة 5 ديسمبر 2020 على موقع واي باك مشين.
- أليكو دانغوتي، ملف فوربس